# Galma Koudawatché
Galma Koudawatché (kurz: Galma) ist eine Landgemeinde im Departement Madaoua in Niger.

## Geographie
Galma Koudawatché liegt am Übergang der Großlandschaft Sudan zur Sahelzone. Die Nachbargemeinden sind Tama im Nordwesten, Azarori im Nordosten, Madaoua im Südosten, Sabon-Guida im Süden und Doguérawa im Westen. Bei den Siedlungen im Gemeindegebiet handelt es sich um 24 Dörfer, 22 Weiler und 2 Lager. Der Hauptort der Landgemeinde ist das Dorf Galma Koudawatché. Er liegt im Arewa-Tal, einem Seitental des Tarka-Tals. Weitere größere Dörfer im Gemeindegebiet sind Magaria Makéra Bakalé und Nassaraoua Takoulé.

## Geschichte
Das Dorf Galma Nomade ist ein alter Herrschaftssitz der Tuareg-Untergruppe Kel Gress, der auf den von 1692 bis 1732 herrschenden Kel-Gress-Anführer Wanna Goda zurückgeht. Die Kel Gress hatten sich ab dem Jahr 1579 von ihrem früheren Siedlungsgebiet im Hochgebirge Aïr Etappe für Etappe Richtung Süden bewegt. Der heutige Hauptort Galma Koudawatché wurde um das Jahr 1800 gegründet. Koudawatché war der Name eines für seinen Mut und seine Stärke bekannten Dorfchefs. Das Dorf Galma Koudawatché untersteht dem Kel-Gress-Anführer von Galma Nomade, wird jedoch überwiegend von Hausa bewohnt.

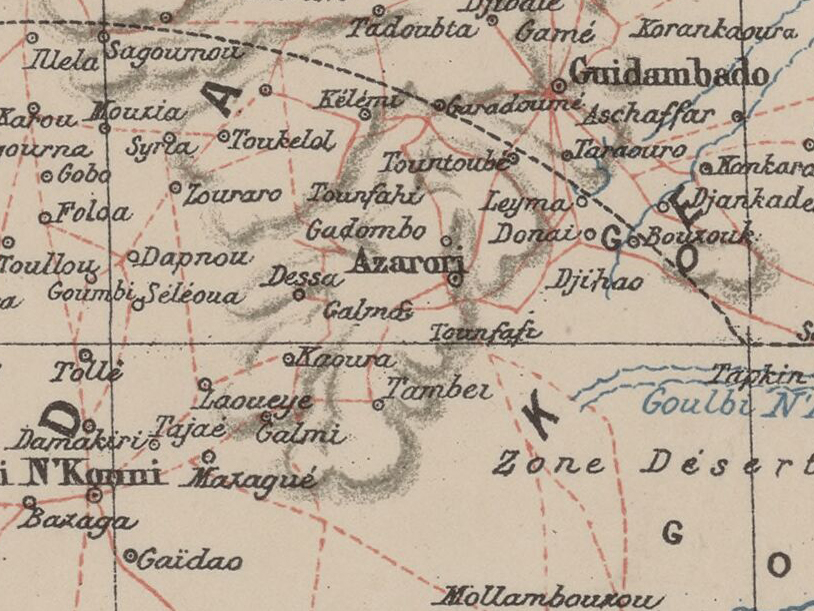
Ausschnitt einer Karte von 1903 mit Galma Koudawatché (Galma) im Zentrum

In der Schlacht von Galma besiegte die Kolonialmacht Frankreich am 18. Juni 1901 die Kel Gress, die sich wenige Monate später im Frieden von Tamaské den Franzosen unterwarfen.
Infolge der Hungersnot in der Sahelzone in den 1970er und 1980er Jahren, die von einem massiven Viehsterben begleitet wurde, gewann der Ackerbau gegenüber der Viehzucht an Bedeutung. Galma Koudawatché wurde 1994 von einer verheerenden Überschwemmung heimgesucht, die mehrere Todesopfer forderte und fruchtbaren Ackerboden zerstörte. Infolgedessen wanderten einige Einwohner nach Nigeria und in die Nachbargemeinde Sabon-Guida aus.
Die Landgemeinde Galma Koudawatché ging 2002 bei einer landesweiten Verwaltungsreform aus einem Teil des Kantons Madaoua hervor.

## Bevölkerung
Bei der Volkszählung 2012 hatte die Landgemeinde 57.255 Einwohner, die in 7859 Haushalten lebten. Bei der Volkszählung 2001 betrug die Einwohnerzahl 33.965 in 5572 Haushalten.
Im Hauptort lebten bei der Volkszählung 2012 3063 Einwohner in 441 Haushalten, bei der Volkszählung 2001 2230 in 366 Haushalten und bei der Volkszählung 1988 2056 in 310 Haushalten.

## Politik
Der Gemeinderat (conseil municipal) hat 17 gewählte Mitglieder. Mit den Kommunalwahlen 2020 sind die Sitze im Gemeinderat wie folgt verteilt: 11 PNDS-Tarayya, 3 PJP-Génération Doubara, 1 ADEN-Karkara, 1 MNSD-Nassara und 1 RPD-Bazara.
Jeweils ein traditioneller Ortsvorsteher (chef traditionnel) steht an der Spitze von 15 Dörfern in der Gemeinde, darunter dem Hauptort.

## Kultur und Sehenswürdigkeiten
Im Dorf Gogé im Gemeindegebiet von Galma Koudawatché befindet sich ein Raum mit Schlangen, für die jeden siebten Mondmonat ein Widder geopfert wird.

## Wirtschaft und Infrastruktur

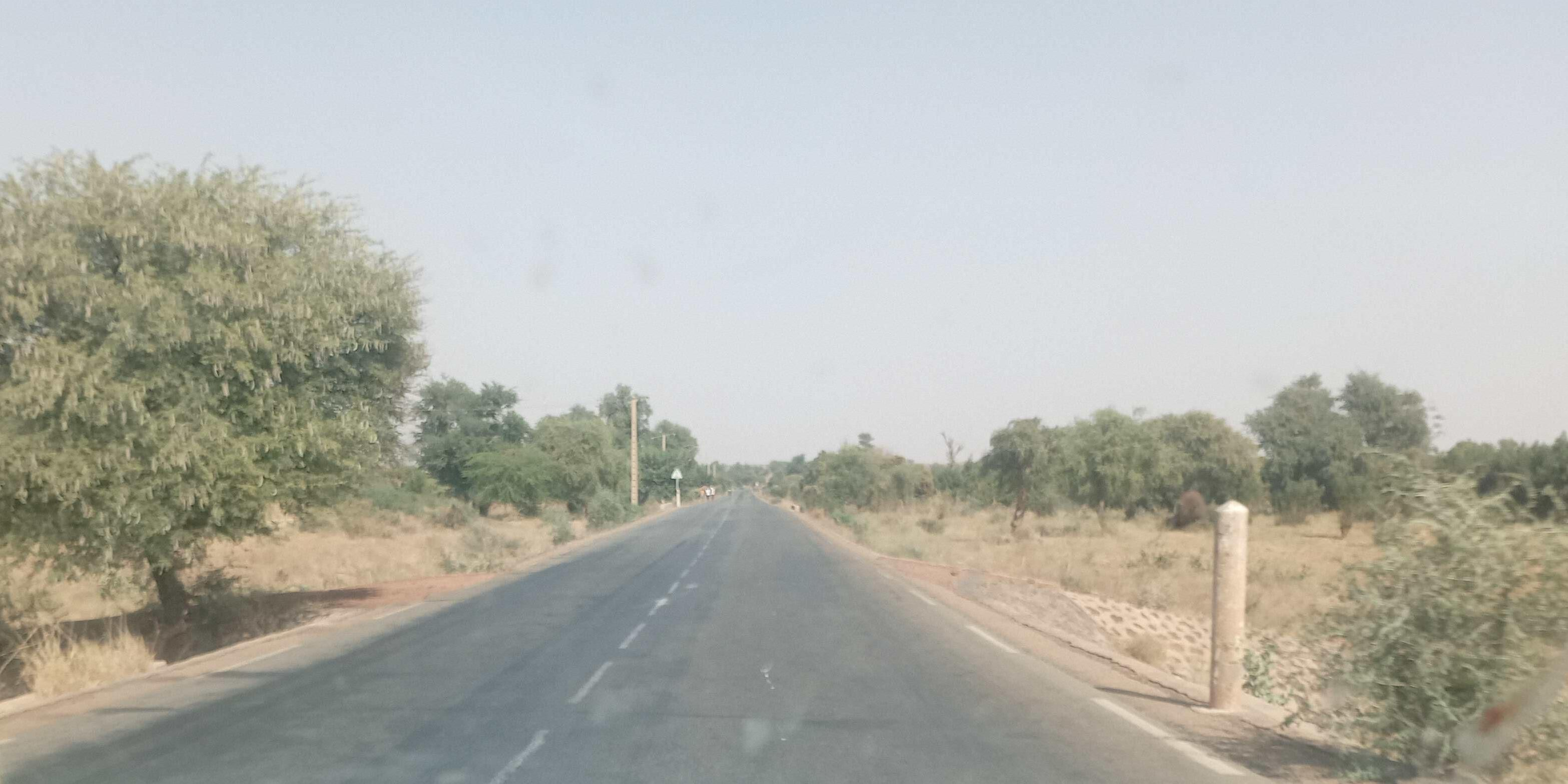
Nationalstraße 1 in der Gemeinde Galma Koudawatché (2025)

Die Gemeinde liegt in jener schmalen Zone entlang der Grenze zu Nigeria, die von Tounouga im Westen bis Malawa im Osten reicht und in der Bewässerungsfeldwirtschaft für Cash Crops betrieben wird. Die Niederschlagsmessstation im Hauptort wurde 1989 in Betrieb genommen. Im zu Galma Koudawatché gehörenden Dorf Magaria Makéra Bakalé befindet sich eine von drei Gerbereien in der Region Tahoua. Die beiden anderen sind in der Regionalhauptstadt Tahoua und in der Landgemeinde Tamaské.
Gesundheitszentren des Typs Centre de Santé Intégré (CSI) sind im Hauptort sowie in den Siedlungen Aréwa und Magaria Makéra Bakalé vorhanden. Der CEG Galma, der im Dorf Magaria Makéra Bakalé gelegene CEG Magaria Makéra und der im Dorf Nassaraoua Takoulé gelegene CEG Nassaraoua sind allgemein bildende Schulen der Sekundarstufe des Typs Collège d’Enseignement Général (CEG). Beim Centre de Formation aux Métiers de Galma (CFM Galma) handelt es sich um ein Berufsausbildungszentrum.
Durch die Gemeinde, unter anderem durch das Dorf Magaria Makéra Bakalé, verläuft die asphaltierte Nationalstraße 1, die längste Fernstraße Nigers. Beim Dorf Aréwa zweigt die Landstraße RR5-005 nach Kabobi ab.